# Cárcel de Broto
La cárcel de Broto es una maciza torre de piedra que sirvió como prisión del valle de Broto (Huesca) España. Desde el siglo XVI hasta el siglo XX. Fue destinada en principio a la defensa del puente medieval levantado sobre el río Ara y a cobrar los derechos de paso existentes, aunque a partir de la concesión de privilegios a la Junta del Valle por parte de los reyes aragoneses, desde el siglo XIV, se fue transformando en prisión, hecho por el cual se observan algunas saeteras en sus muros, cegadas en su mayoría y recubiertas con mortero de cal y arena en su interior.
Dentro de la propia cárcel se hallan unos importantísimos grabados realizados por los propios presos, datados en diferentes épocas y que son de una cantidad y calidad altísimos.
En el año 2005, gracias al proyecto Continua Pirineum liderado por la Comarca de Sobrarbe, se realizó una restauración completa que permite en la actualidad disfrutar plenamente del Bien.

## Historia
Junto a la embocadura del antiguo puente gótico del siglo XVI, se encuentran dos edificaciones adosadas e íntimamente relacionadas históricamente, La Torre de la cárcel y la Casa del Valle o Junta del Valle. Ésta era la sede de la autoridad que impartía la justicia y dirimía en caso de pleitos, mientras que la Torre era el emplazamiento para los presos que incumplían las leyes. 
Las referencias históricas conservadas sobre el uso de la torre como cárcel comienzan a inicios del siglo XVI. Los habitantes del valle de Broto y del valle de Barèges (Francia) que cometieran un delito eran juzgados y apresados en esta torre convertida en cárcel. Casi todos los detenidos solían cometer delitos relacionados con los pastos y el ganado, los robos y el contrabando y eran juzgados por la Junta del Valle y encarcelados en la Torre de la cárcel.
La misma tipología estructural y funcional de torre defensiva y prisión la encontramos en otros puntos de la comarca del Sobrarbe, como Oto, Fiscal, Bergua, Lavelilla, Puértolas o Torla por citar algunos de ellos, siendo datadas en el siglo
El último alguacil fue : Francisco González Morer. Conocido en todo el Valle por " Fantito".

## Estructura
Se trata de una sobria y maciza torre de planta cuadrangular, de tres plantas de recios muros con bóvedas de medio punto y de cañón, en los que se abren unos cuantos vanos, saeteras y un ventanal en su planta superior. Dispone de un tejado a dos vertientes cubierto con losas típicas del valle.
Se accede al recinto a través de la Casa del Valle, correspondiente a la planta intermedia de la cárcel. Junto a la puerta de acceso de la planta intermedia de la prisión se hallan unas estrechas escaleras de dos tramos que comunican esta planta con la superior. En el primero de los tramos encontramos dos orificios a modo de cepo practicados sobre la estructura de madera donde se maniataba a los presos y se les torturaba o incluso se les cortaba las manos.

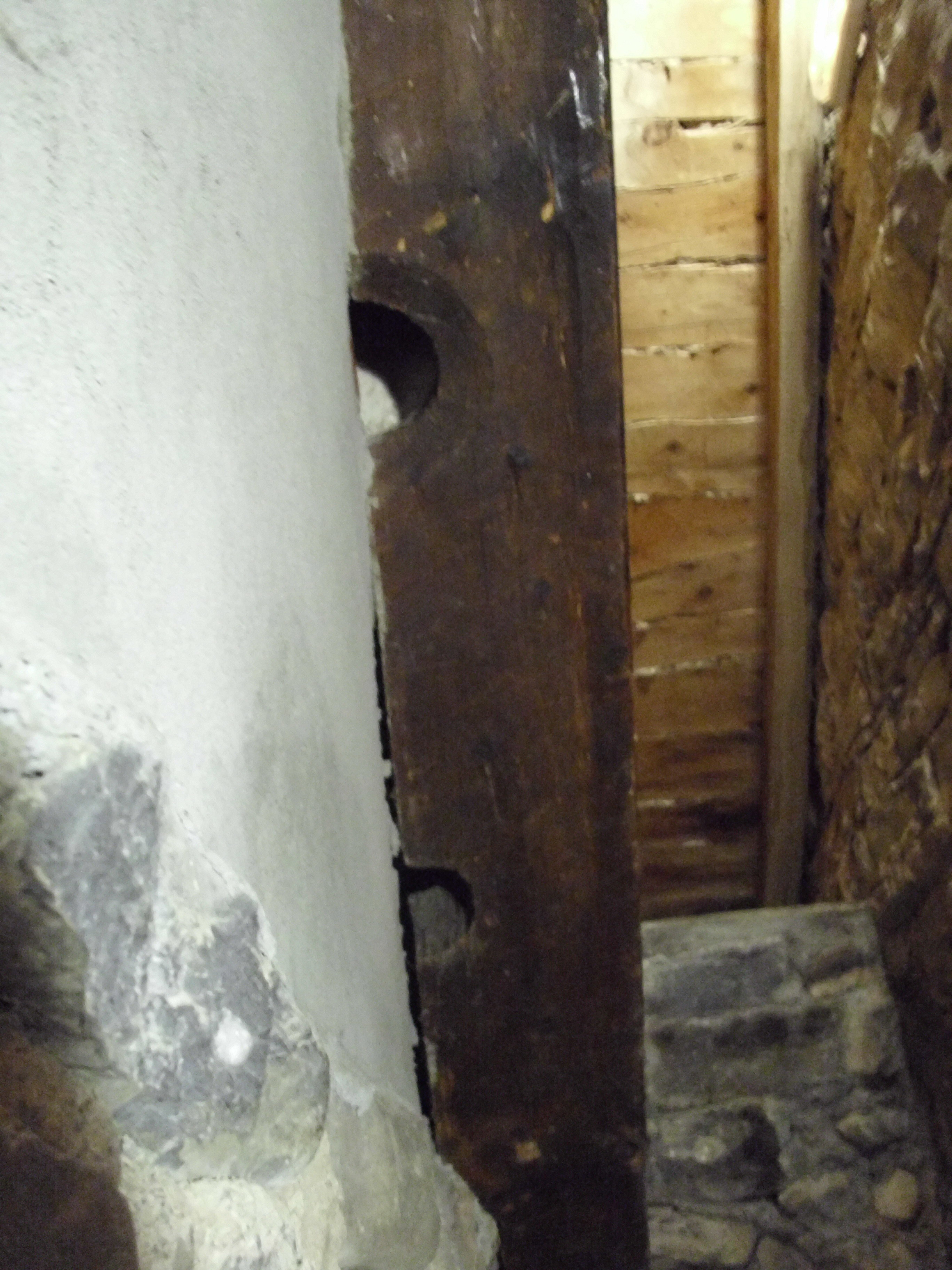
Vista del cepo situado en las escaleras.

El tránsito a la planta inferior se efectúa a través de dos aberturas cuadrangulares realizadas sobre el suelo de la planta intermedia. La bajada de presos a la planta inferior se efectuaba a través de unas cuerdas enlazadas sobre las dos argollas clavadas sobre la bóveda de la planta intermedia, cada una de las cuales se encuentran en perpendicular a cada una de las oberturas del suelo.
La planta inferior se divide en dos salas distintas a partir de un tabique central que la compartimenta en dos espacios estrechos, ambos cubiertos por bóveda de medio punto.
La estancia intermedia, también con bóveda de cañón, dispone de dos aspilleras, una horizontal y otra vertical practicadas en el muro oeste orientado hacia el río. También encontramos un ventanal cegado en el muro norte debido al riesgo de fuga de presos, ya que a su vez se abría hacia el puente.
La planta superior es idéntica a la intermedia, tanto en dimensiones como en su techo de bóveda de cañón, si bien la dirección de ambas bóvedas es contrapuesta una a la otra para equilibrar los empujes de la construcción. En esta estancia encontramos el vano más grande de la prisión, se trata de una ventana adintelada, bajo la cual se halla un escusado que vertía los desechos directamente a la orilla del río a través de un orificio practicado en el muro y debajo de él una losa en pendiente que facilitaba la evacuación.

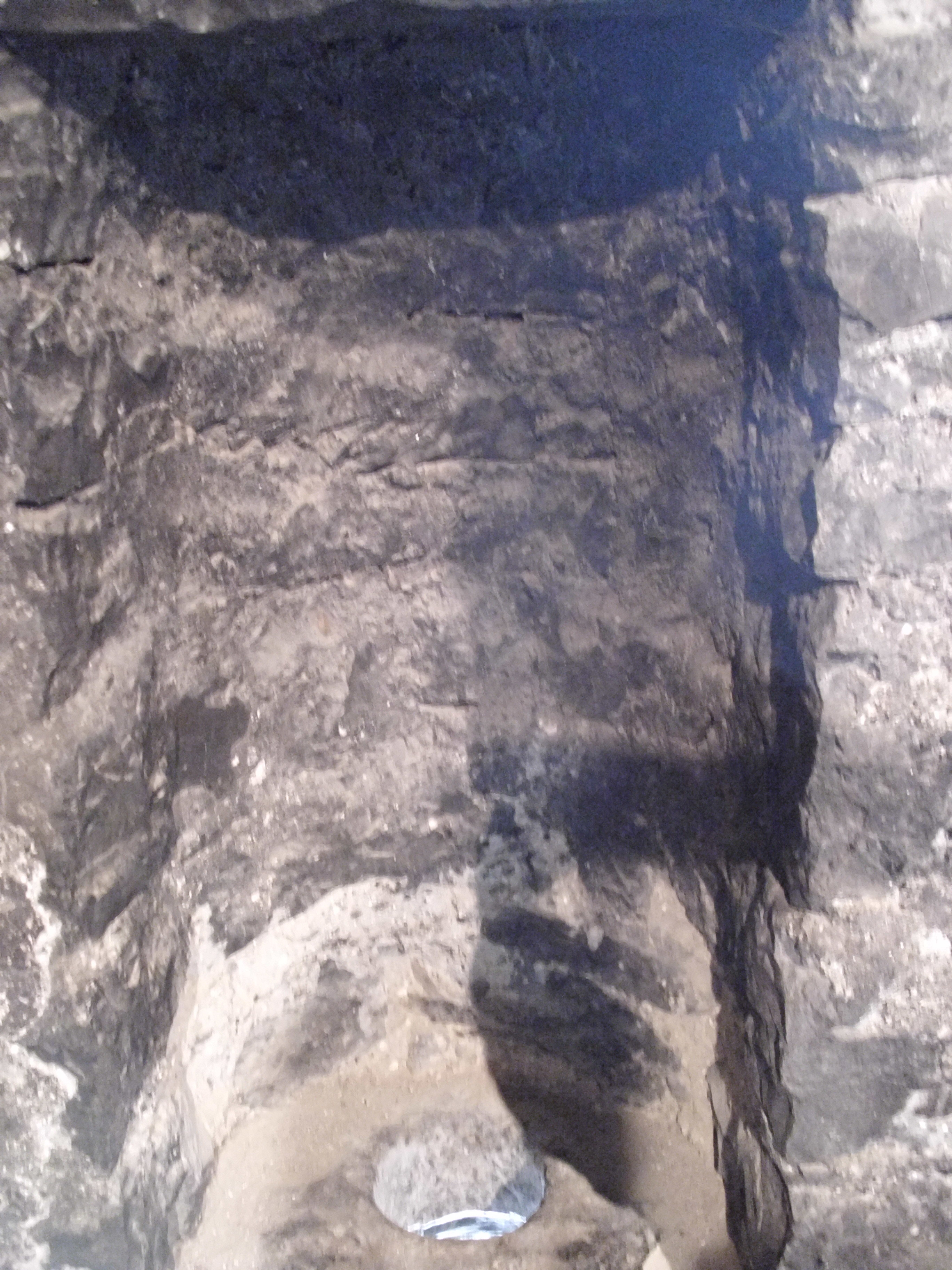
Vista del retrete.

## Penas y condiciones de los presos
Son escasas las fuentes de las que disponemos. Sabemos que los calabozos de la planta inferior poseen peores condiciones de habitabilidad debido a la humedad y el frío que el río produce en su interior, además de las ya de por sí condiciones atmosféricas de montaña. Probablemente los presos más peligrosos fueran destinados a estas celdas, por los delitos más graves, los de sangre. Era casi imposible escapar de éste habitáculo y además las crecidas del Ara solían inundar la sala. Los presos estarían inmovilizados, estando colgados de brazos o muñecas, por medio de unas cadenas adosadas al muro finalizadas en argollas, hecho que no ocurre en las estancias superiores.
En la estancia intermedia se disponía de mejores condiciones, menor humedad y frío, y había, aunque poca, luz natural que entraba a través de las pequeñas aspilleras, además de las teas y hogueras que se encendían para el calor. Estas mismas condiciones se reproducían en la sala superior, aunque con el hecho diferencial y gran privilegio de haberla acondicionado con un retrete y un gran vano abierto en la cara oeste del muro.
El principal motivo de apresamiento sería infringir las normas y derechos de pasto, la forma de subsistencia fundamental de un valle primordialmente ganadero. Posiblemente muchos reclusos fueran pastores, y algunos franceses, ya que estas normas también afectaban al valle francés de Barèges. Muchos de los dibujos apoyan esta tesis al encontrarse numerosos animales de pastoreo como ovejas, caballos, o incluso por la indumentaria de las personas grabadas, con pantalones bombachos, boinas y bastones.
En cuanto a la duración de las penas de pocos datos disponemos, gracias a uno de los grabados sabemos que uno de los presos al menos permaneció un año en la cárcel, aunque desconocemos el delito, tan sólo sabemos que estaba en la planta intermedia por lo que nos podemos hacer una idea de la durabilidad de las condenas en la planta inferior.
También se cree que alguna de las condenas pudo ser de índole política, ya que una de las fechas inscritas se corresponde con el periodo de la guerra de la Independencia (1809) y encontramos vestigios de soldados napoleónicos dibujados en el muro, tras la puerta de entrada de la planta intermedia. Pudieron ser apresados franceses debido al conflicto armado o españoles afrancesados que apoyaran al ejército invasor.

## Los Grabados
Los reos realizaron, desde el siglo XVII hasta el XX, una serie de grabados especialmente asombrosos por su cantidad y su organizado programa iconográfico.

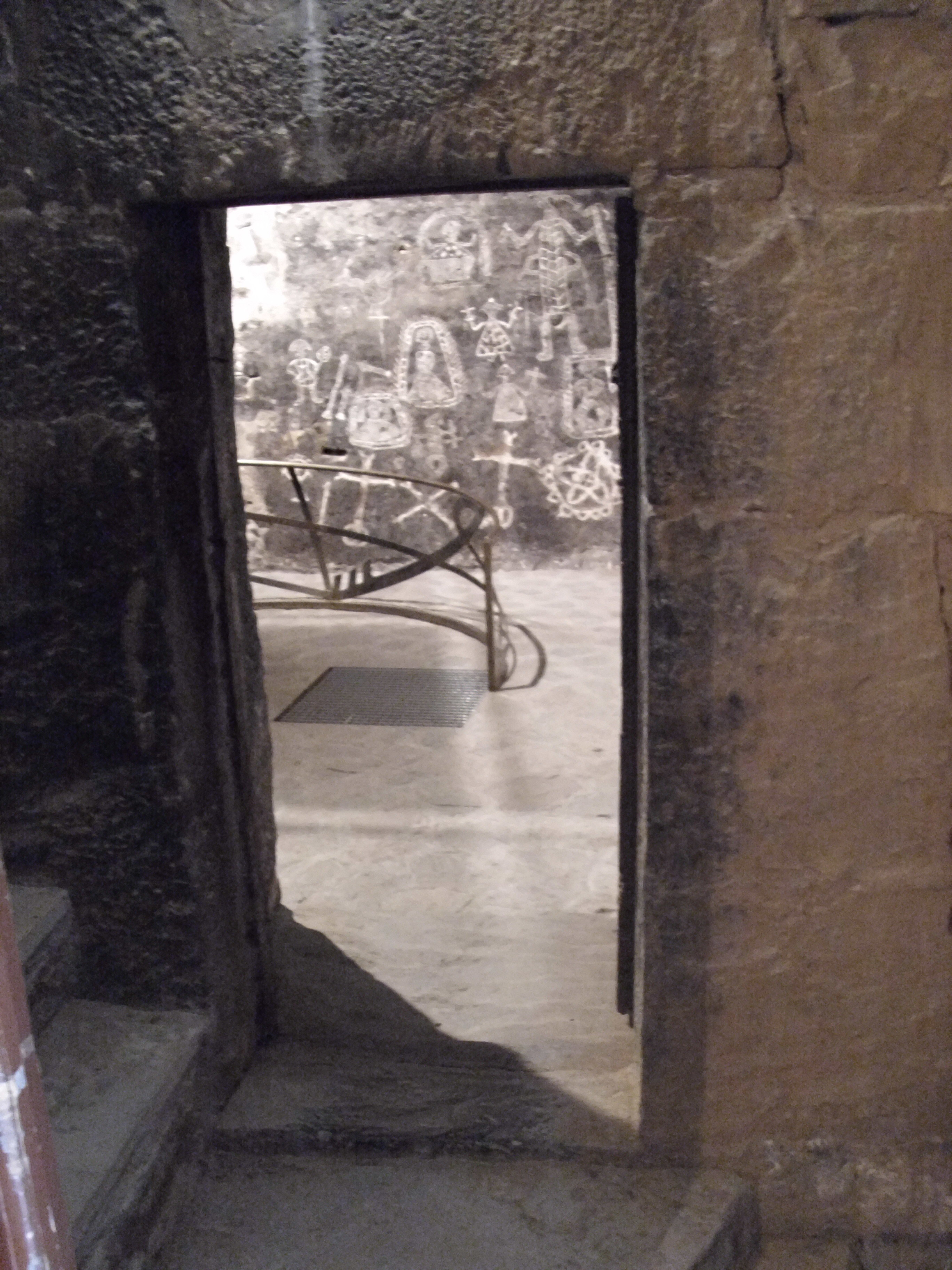
Vista de la puerta de acceso a la planta intermedia.

Estos grabados fueron restaurados en el año 2005 debido a su lamentable estado de conservación, ya que habían sufrido con el paso de los años numerosos daños por la acción de la humedad y la consiguiente pérdida del soporte de cal y arena, además de la gran acumulación de polvo que ocultaba parte de las imágenes. En la actualidad se han recuperado casi por completo y se puede apreciar su singularidad y valor.
Los grabados de la Cárcel de Broto son incisiones realizadas con algún objeto punzante sobre el hollín hasta alcanzar el encalado del muro, dejándolos al descubierto mediante un sistema de contraste de blanco sobre negro. Los muros interiores de la torre se encuentran encalados, y a su vez ennegrecidos por las hogueras y teas realizadas en el interior de la prisión, lo que explica este sorprendente sistema de grabado.
La sala intermedia es la que conserva un mayor número de grabados y en mejor estado de conservación se hallan, ubicados en sus cuatro paredes hasta una altura de dos metros.
Dichos dibujos datan de diferentes años y siglos, el primero de ellos data de 1558, grabado en la celda inferior, aunque la mayoría son del siglo XVIII y se encuentran en la celda intermedia, apareciendo fechas como 1701, 1708, 1799, y algunos posteriores como 1809 o incluso 1910. Aparecen también algunos nombres propios, especialmente el de Miguel Guillen, que se repite en numerosas ocasiones, Domingo Lacoma, Miguel Viñuales, José Pardina, Pasqual Borruel, José Grillo, Tomás de Lione, Gorge, etc. y localidades como Oto y Fiscal. En la estancia superior el único grabado que nos consta es 1705 broto Antonio.

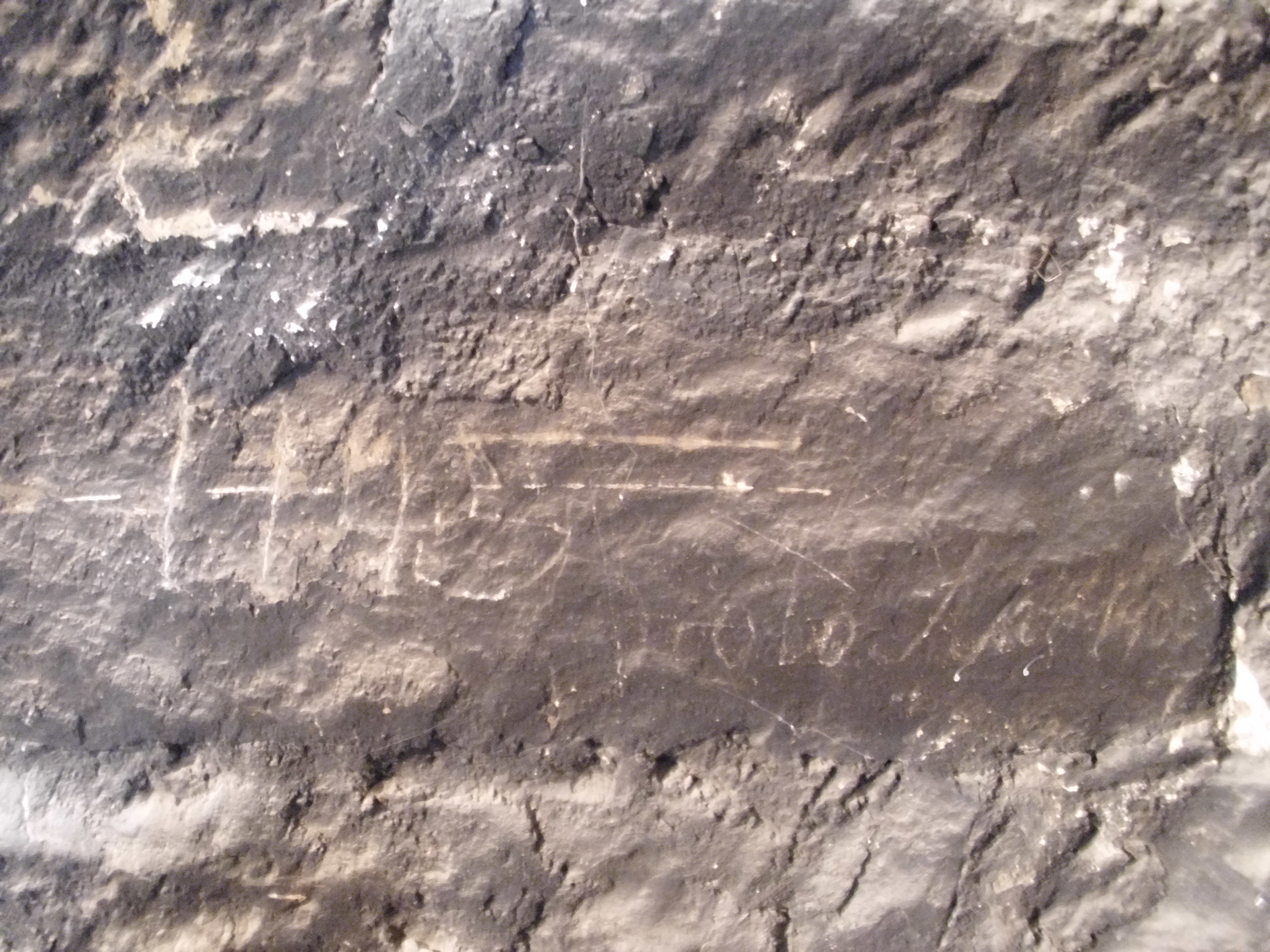
Vista de la inscripción de la planta superior.

Dispone de una gran variedad de imágenes, la mayoría de temática religiosa, tratándose de santos, santas y vírgenes rodeados casi todos ellos de una orla, hombres portadores de cruces, relicarios, altares y simbología religiosa en general.
A su vez encontramos muchos dibujos que hacen alusión a elementos de la naturaleza como animales y árboles. También aparecen rasgos geométricos, a base de líneas cortas y paralelas, que pueden ser la cuenta de los días que los presos pasaron en la cárcel.
Todas estas imágenes y su simbología son un fiel reflejo de la sociedad pirenaica de la época y la profunda presencia de la religión en estas comunidades, demostrado a través de su gran conocimiento de la hagiografía de los santos y vírgenes.

### San Pedro
Esta imagen hace referencia a la crucifixión de Pedro en posición invertida. No aparece Pedro crucificado, sino abrazando una cruz invertida, es decir, el signo de su pasión.

### San Pedro con las llaves
Imagen que representa a San Pedro como anciano barbado y que porta las llaves del Reino de los Cielos.

### San Jorge
San Jorge es el santo patrón del Reino de Aragón desde el siglo XV, y habitualmente se le representa como un caballero que lucha contra un dragón. En el grabado se aprecia la fecha, 1709, y el nombre Gorge (San Jorge).

### Santa Ana
Iconográficamente se la representa enseñando a la Virgen María niña o en compañía de María y el Niño Jesús. La iconografía de Santa Ana de Nazaret con la Virgen y el Niño, también conocida como Santa Ana Tríplex, tiene su origen en el siglo XV y fue concebida para glorificar a la santa como madre de María y abuela de Jesús.

### San Cristóbal
La tradición católica describe a San Cristóbal de Licia como un gigante cananeo que tras su conversión al cristianismo ayudaba a los viajeros a atravesar un peligroso vado llevándolos sobre sus hombros. El grabado de la Cárcel tiene aproximadamente 2 metros de altura y la inscripción del nombre del santo.

### Santa María
Santa María con el niño, y que además tiene adosadas dos inscripciones, una debajo que dice Santa María y otra a su izquierda que reza: En devoción a la virgen nuestra señora santísima.

en debocion a
la birg
en nuestr nuestra
señora santisima”

### Santa Isabel de Aragón
Santa Isabel de Aragón es la hija del rey aragonés Pedro III y fue reina de Portugal. Se dice que dedicó su vida al cuidado de los ancianos, enfermos y mendigos. Sus atributos son la corona y una rosa. En la parte superior se lee Santa Isabel:
Santais
Abel

### Virgen de la Misericordia
Normalmente esta virgen aparece ataviada con un manto estrellado y los brazos tendidos para elevar por sí misma los faldones de su manto. Se trata de la Virgen protectora que necesita tener las manos libres, de ahí que no aparezca el niño, para desplegar su manto.

### Elementos religiosos
Entre los grabados también hallamos toda una serie de elementos religiosos de diferente índole, custodias, penitentes, calvarios y cruces.

### Un altar
Es un altar que desarrolla la iconografía de un calvario y pudo utilizarse para rezar. El ara es de forma rectangular con cuatro ángeles alados (muy similares a los que se encuentran en la portada de la iglesia de San Pedro de Broto) y tres tibias intercaladas entre ellos (símbolos de muerte), y coronado con tres cruces y dos inscripciones: Aquí murió nuestro señor, y encima de ella INRI.

### Animales
Diversos animales aparecen representados como aves, cérvidos, sapos, ovejas, serpientes, peces, etc.

### Vegetación
Diversos árboles aparecen dibujados y todos ellos coronados con una cruz, pero entre ellos destaca el mítico Árbol de Sobrarbe. Se trata de una encina coronada con una cruz latina que aparece en el cuartel superior izquierdo del escudo de Aragón. De hecho el preso lo realizó para dejar una clara constancia de ello, ya que dibujó un pequeño bocadillo aclaratorio en el que se aprecia el escudo de Aragón con sus barras y su corona.

### Un rey aragonés
No sabemos con certeza de cuál de todos los reyes aragoneses se trata, pero sabemos que es uno de ellos debido a las insignias reales que porta, la corona, el cetro rematado con la cruz litúrgica y el pomo d’oro u orbe.

### Elementos bélicos
En esta imagen apreciamos un duelo en la parte superior, un caballero (aunque de él solo se aprecia la espada) y, en la parte inferior derecha, dos soldados napoleónicos. También vemos un barco, pudiendo ser una carabela o un galeón, si bien debemos tener en cuenta que por el río Ara difícilmente pudieron se divisados dichos barcos.

### Inscripciones personales
Esta inscripción aparece debajo del altar del muro oeste de la sala intermedia, y reza:

San migel fue en sabado i cinco días des
ues dia guebes secu
secu nplio año

San Miguel fue en sábado y cinco días después, jueves, se cumplió un año.
Si observamos debajo de dicha inscripción aparecen una serie de elementos verticales a modo de cuenta de los días que este preso pasó en la cárcel. Además debemos apreciar que la festividad de San Miguel es el 29 de septiembre y que la Fiesta Mayor de Broto es el primer fin de semana de octubre, pudiendo ser que dicho reo fuera liberado como consecuencia de ello, ya que el preso dejó de llevar la cuenta.

Aquí se nos muestra el nombre Domingo Lacome, posiblemente de origen francés. Además en la parte inferior izquierda de dicha inscripción aparece escrito menot, posiblemente haciendo referencia a la palabra francesa menotté (esposado), y diciéndonos así las condiciones en las que se hallaba este reo.

Esta inscripción dice: José Pardina, Fiscal (pueblo cercano al de Broto), año 1809.

Este reo, Miguel Guillén, escribió su nombre en innumerables ocasiones, probablemente aprendió a escribirlo en la cárcel y de ahí la cantidad y la diferencia en la calidad de las diferentes inscripciones.

José Grillo también dejó constancia de los días que permaneció recluido, desgraciadamente la restauración de la saetera contigua ocultó parte de la inscripción.

Pasqual Borruel o Borruet, año 1811 o 1911.

Tomas de Lione.

## Contenedor de Hombres

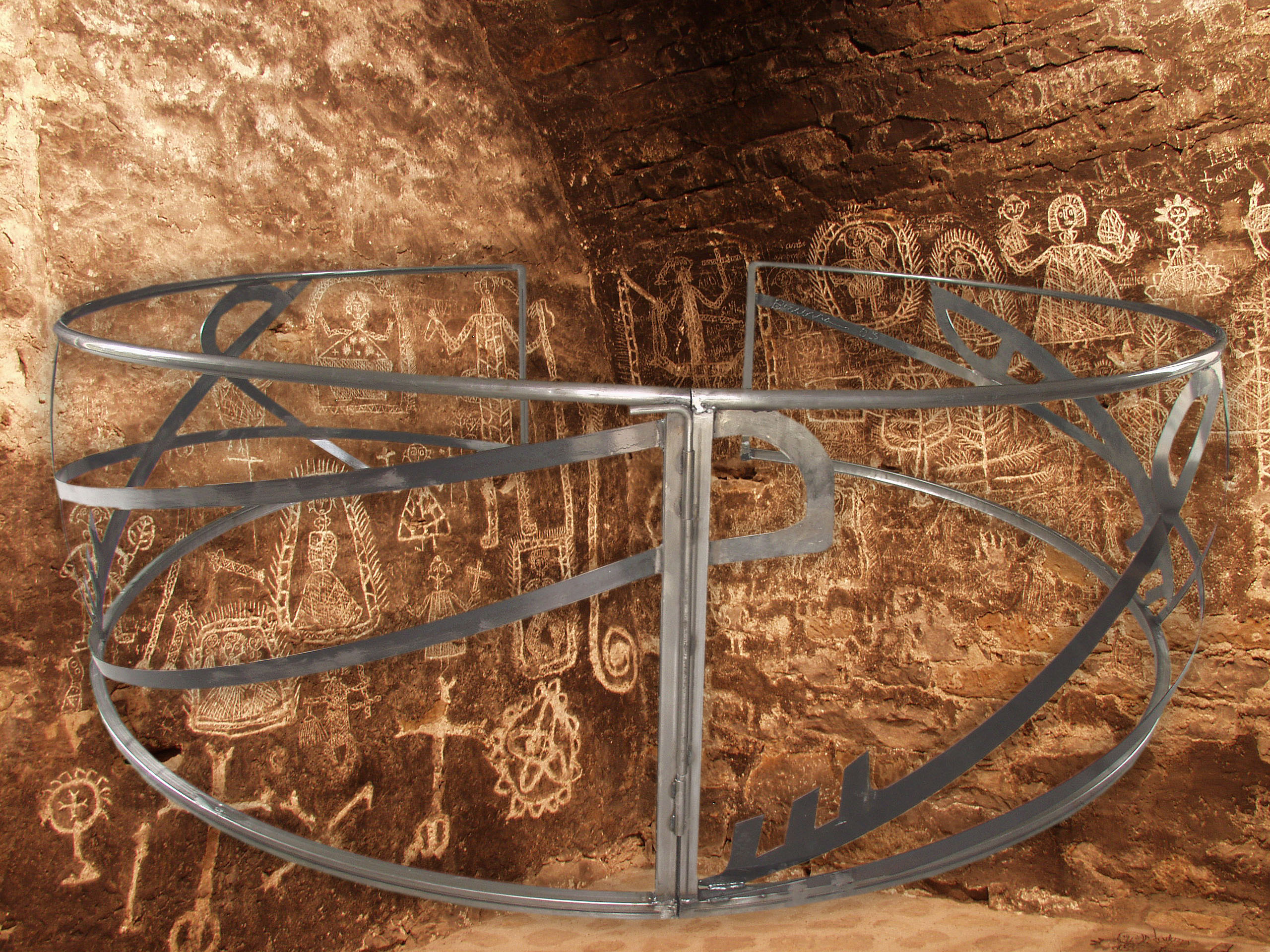
Montaje de la obra Contenedor de Hombres en el interior de la sala de los grabados de la cárcel de Broto.

En el interior de la sala de los grabados se encuentra una obra de María Jesús Bruna, se trata de una escultura realizada en hierro que además de evitar que los visitantes deterioren los grabados de los muros recientemente restaurados añade todavía más valor a este edificio. Esta obra se realizó dentro del programa Renovarte de la comarca de Sobrarbe y fue especialmente concebida para este espacio.